# لعموري جديات
لعموري بن قادة جديات هو لاعب كرة قدم جزائري من مواليد مدينة سور الغزلان الجزائرية في 20 جانفي 1981. و يلعب لصالح نادي أولمبي الشلف.

## المسيرة الكورية
يلعب في شباب بلوزداد

## الإنجازات
- بطولة دوري أبطال العرب مع وفاق سطيف 2007-2008.
- أفضل لاعب في دوري أبطال العرب 2007-2008.

## روابط خارجية
- لعموري جديات على موقع قاعدة بيانات كرة القدم.إي يو (الإنجليزية)
- لعموري جديات على موقع ناشيونال فوتبول تيمز (الإنجليزية)
- لعموري جديات على موقع Soccerway.com (الإنجليزية)
- لعموري جديات على موقع كووورة